# Манрикес, Сильвия
Сильвия Манрикес (исп. Silvia Lorena Manriquez Flores; род. 10 января 1953, Дуранго, Мексика) — актриса театра и кино.

## Биография
Родилась 27 января 1955 года в Мехико. Высшее образование получила в Лос-Анджелесе. В мексиканском кинематографе дебютировала в 1975 году и с тех пор снялась в 62 работах в кино и телесериалах. Телесериалы «Да, моя любовь», «Ад в маленьком городке», «Разлучённые», «Привилегия любить», «Злоумышленница», «Между любовью и ненавистью», «Наперекор судьбе», «Роза Гваделупе», «Дикое сердце», «Как говорится», «Непокорное сердце» и «Просто Мария» (2015) оказались наиболее успешными в карьере актрисы. Была 4 раза номинирована на премии Cesar, El Heraldo и Diosa de Plata, и ей трижды удалось одержать победу.

## Фильмография
1
Просто Мария (сериал, 2015—2016)
Simplemente María … Marcela
2
Непростительно (сериал, 2015)
Lo imperdonable
3
Новая жизнь (сериал, 2013)
Nueva vida
4
Непокорное сердце (сериал, 2013)
Corazón indomable … Clementina
5
Настоящая любовь (сериал, 2012 — …)
Amores verdaderos … Paula Trejo
6
Два очага (сериал, 2011—2012)
Dos Hogares … Amparo Mejía viuda de Estrada
7
Как говорится (сериал, 2011 — …)
Como dice el dicho … Luz María
8
Когда я влюблен (сериал, 2010 — …)
Cuando me enamoro … Catalina viuda de Soberón (joven)
9
Дикое сердце (сериал, 2009 — …)
Corazón salvaje … Madame Marlene De Fontenak
10
Роза Гваделупе (сериал, 2008 — …)
La rosa de Guadalupe … Guadalupe
11
Благородные мошенники (сериал, 2008 — …)
Los simuladores … Carmen
12
Девочки, как вы (сериал, 2007)
Muchachitas como tú … Constanza
13
Жестокий мир (сериал, 2006—2007)
Mundo de fieras … Ingrid
14
Наперекор судьбе (сериал, 2005 — …)
Contra viento y marea … Amparo Contreras
15
Мой грех — в любви к тебе (сериал, 2004)
Amarte es mi pecado … Ana María Fernández Del Ara
16
Другая (сериал, 2002)
La otra … Marta de Guillen (joven)
17
Между любовью и ненавистью (сериал, 2002)
Entre el amor y el odio … Rosalía
18
Злоумышленница (сериал, 2001)
La intrusa … Elena Roldán
19
Цена твоей любви (сериал, 2000—2001)
El precio de tu amor … Ana Luisa Galván
20
Лабиринты страсти (сериал, 1999—2000)
Laberintos de pasión … Sara
21
Привилегия любить (сериал, 1998—1999)
El privilegio de amar … Luz María
22
Разлучённые (сериал, 1997)
Desencuentro … Alma (1997)
23
Ад в маленьком городке (сериал, 1997)
Pueblo chico, infierno grande … Jovita
24
Venganza (1992)
25
El secuestro de un periodista (1992)
… Jimena
26
Высшая власть (1992)
Alto poder
27
La vengadora 2 (1991)
28
Лицо моего прошлого (сериал, 1990)
Un rostro en mi pasado … Elvira (1990)
29
El día de los Albañiles IV (1990)
… Sirenia
30
Единственный свидетель (1990)
El enviado de la muerte
31
Entre juego y contrabando (1989)
32
Carroña humana (1989)
33
Las viejas de mi compadre (1987)
34
Persecución en Las Vegas: «Volvere» (1987)
… Maria Elena (в титрах: Silvia Manrríquez)
35
La muerte llora de risa (1985)
36
Forajidos en la mira (1985)
37
Женщина, случаи из реальной жизни (сериал, 1985 — …)
Mujer, casos de la vida real
38
Да, моя любовь (сериал, 1984)
Sí, mi amor … Leticia
39
Jugandose la vida (1984)
40
Свадьбы ненависти (сериал, 1983)
Bodas de odio … Armida
41
Un adorable sinverguenza (1983)
42
Повстанец с севера (1983)
El guerrillero del norte
43
Esta y l’otra con un solo boleto (1983)
44
Las musiqueras (1983)
… Alma Delia
45
Колдунья (1982)
Sorceress … Kanti (в титрах: Silvia Masters)
46
La sangre de nuestra raza (1982)
47
Ojo por ojo (1981)
48
Право на рождение (сериал, 1981)
El derecho de nacer … Tete
49
Династия Дракулы (1980)
La dinastía de Dracula … Beatriz Solórzano
50
Emilio Varela vs Camelia la Texana (1980)
51
El giro, el pinto, y el Colorado (1980)
52
Me olvidé de vivir (1980)
… (в титрах: Silvia Manrique)
53
Mexicano hasta las cachas (1979)
… Carmen
54
Juventud sin freno (1979)
55
Река смерти (1979)
Río de la muerte
56
Тайна Бермудского треугольника (1979)
Misterio en las Bermudas … Rina
57
Capulina Chisme Caliente (1977)
58
La casta divina (1977)
… Claudette
59
El buscabullas (1976)
… Rosita
60
Беззащитный (сериал, 1975)
Lo imperdonable

### В титрах не указана
61
Невезучие (1981)
La chèvre
62
Фокстрот (1976)
Foxtrot

## Театральные работы
- Книга джунглей
- Маленькие женщины